# Fünfkampf-Weltmeisterschaft 1972

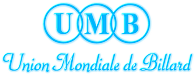
Logo UMB (ausrichtender Verband)

Veranstaltungsort: Gent

Die Fünfkampf-Weltmeisterschaft 1972, auch Pentathlon-Weltmeisterschaft genannt, war das zehnte Turnier in dieser Disziplin des Karambolagebillards und fand vom 31. März bis zum 8. April 1972 in Gent statt. Es war die dritte Fünfkampf-Weltmeisterschaft in Belgien.

## Geschichte
Wieder einmal beherrschten die Belgier die Fünfkampf-Weltmeisterschaft. Nach 1965 wurde Raymond Ceulemans zum zweiten Mal Weltmeister vor seinem Landsmann Ludo Dielis. Auch diesmal brach er diverse Weltrekorde. Neben dem nach dem neuen Berechnungssystem erzielten VGD von 438,76 verbesserte er auch noch die GD-Weltrekorde im Cadre 47/2 auf 118,75, im Einband auf 17,91 und im Dreiband auf 1,468. Ludo Dielis stellte einen neuen Serien-Weltrekord mit 168 Punkten im Einband auf.  Der Drittplatzierte Hans Vultink egalisierte im Cadre 71/2 den fünf Jahre alten Weltrekord im BED von 300 Punkten in einer Aufnahme (300,00). Im Einband wurden die besten Leistungen in einem Weltmeisterschafts-Turniers erzielt. Das ganze Turnier war an allen Tagen sehr gut besucht und wurde ausführlich im Fernsehen übertragen.

## Modus
Gespielt wurde das ganze Turnier im Round-Robin-Modus.
1. PP = Partiepunkte
2. MP = Matchpunkte
3. VGD = Verhältnismäßiger Generaldurchschnitt
4. BVED = Bester Einzel Verhältnismäßiger Durchschnitt

Ab 1965 wurde zur Berechnung des VGD die „Portugiesische Tabelle“ angewendet. Hierbei werden die verschiedenen Disziplinen nach einer Formel berechnet. Es wurde die überarbeitete portugiesische Tabelle von 1972 angewendet. Die Weltmeisterschaften im Fünfkampf ab 1965 waren auch unter dem Namen „Neo Pentathlon“ bekannt. In Gent wurden auch prolongierte Serien gewertet.
Freie Partie: Distanz 500 Punkte
Cadre 47/2: Distanz 400 Punkte
Einband: Distanz 200 Punkte
Cadre 71/2: Distanz 300 Punkte
Dreiband: Distanz 60 Punkte
Der Fünfkampf wurde auch in dieser Spielfolge gespielt. Jedes Match wurde über zwei Tage gespielt.
In der Endtabelle wurden die erzielten Partiepunkte vor den Matchpunkten und dem VGD gewertet.

## Abschlusstabelle
| Legende | Legende                                       |
| --- | --------------------------------------------- |
| Abk. | Bedeutung                                     |
| Pkt. | erzielte Punkte                               |
| Aufn. | benötigte Aufnahmen                           |
| ED | Einzeldurchschnitt                            |
| GD | Generaldurchschnitt                           |
| VGD | Verhältnismässiger Generaldurchschnitt        |
| BMD | Bester Mannschaftsdurchschnitt                |
| BED | Bester Einzeldurchschnitt                     |
| BSD | Bester Satzdurchschnitt                       |
| BEVD | Bester Einzel Verhältnismässiger Durchschnitt |
| HS | Höchstserie                                   |
| MP | Match Points                                  |
| PP | Partie Punkte                                 |
| G-U-V | Gewonnen-Unentschieden-Verloren               |
| SV | Satzverhältnis                                |
| WRP | Weltranglistenpunkte                          |
| | 1. Platz (Gold)                               |
| | 2. Platz (Silber)                             |
| | 3. Platz (Bronze)                             |
| | Bester GD des Turniers/Runde                  |
| | Bester VGD des Turniers/Runde                 |
| | Bester ED des Turniers/Runde                  |
| | Bester BVGD des Turniers/Runde                |
| | Beste HS des Turniers/Runde                   |
| (Evtl. finden nicht alle Begriffe Anwendung oder einige sind nicht aufgeführt. Diese können in der Liste der Karambolage-Begriffe nachgesehen werden.) |                                               |

| Endklassement               | Endklassement     | Endklassement | Endklassement | Endklassement | Endklassement | Endklassement | Endklassement | Endklassement | Endklassement |
| Platz                       | Name              | PP            | MP            | VGD           | BVED          |               |               |               |               |
| --------------------------- | ----------------- | ------------- | ------------- | ------------- | ------------- | ------------- | ------------- | ------------- | ------------- |
| 1                           | Raymond Ceulemans | 55:9          | 12:0          | 438,76        | 865,28        |               |               |               |               |
| 2                           | Ludo Dielis       | 47:15         | 10:2          | 263,51        | 587,10        |               |               |               |               |
| 3                           | Hans Vultink      | 28:32         | 6:6           | 129,34        | 252,73        |               |               |               |               |
| 4                           | Dieter Müller     | 24:38         | 5:7           | 117,56        | 206,95        |               |               |               |               |
| 5                           | Osvaldo Berardi   | 23:37         | 3:9           | 106,83        | 117,57        |               |               |               |               |
| 6                           | Roland Dufetelle  | 19:41         | 4:8           | 140,04        | 220,52        |               |               |               |               |
| 7                           | Nobuaki Kobayashi | 18:42         | 2:10          | 95,57         | 163,98        |               |               |               |               |
| Turnierdurchschnitt: 144,59 |                   |               |               |               |               |               |               |               |               |

## Disziplintabellen
| Platz                       | Name              | MP   | Pkte. | Aufn. | GD     | BED    | HS   | VGD    |
| --------------------------- | ----------------- | ---- | ----- | ----- | ------ | ------ | ---- | ------ |
| 1                           | Raymond Ceulemans | 12:0 | 3000  | 11    | 272,72 | 500,00 | 1082 | 272,72 |
| 2                           | Ludo Dielis       | 10:2 | 2503  | 10    | 250,30 | 500,00 | 2314 | 250,30 |
| 3                           | Osvaldo Berardi   | 10:2 | 2505  | 18    | 138,88 | 500,00 | 1092 | 138,88 |
| 4                           | Dieter Müller     | 6:6  | 1935  | 18    | 107,50 | 500,00 | 837  | 107,50 |
| 5                           | Hans Vultink      | 4:8  | 1208  | 12    | 100,66 | 250,00 | 500  | 100,66 |
| 6                           | Roland Dufetelle  | 2:10 | 1456  | 13    | 112,00 | 166,66 | 448  | 112,00 |
| 7                           | Nobuaki Kobayashi | 2:10 | 1276  | 20    | 63,85  | 500,00 | 512  | 63,85  |
| Turnierdurchschnitt: 136,11 |                   |      |       |       |        |        |      |        |

| Platz                      | Name              | MP   | Pkte. | Aufn. | GD     | BED    | HS  | VGD    |
| -------------------------- | ----------------- | ---- | ----- | ----- | ------ | ------ | --- | ------ |
| 1                          | Ludo Dielis       | 12:0 | 2400  | 22    | 109,09 | 400,00 | 772 | 314,36 |
| 2                          | Raymond Ceulemans | 10:2 | 2375  | 20    | 118,75 | 200,00 | 400 | 353,00 |
| 3                          | Hans Vultink      | 8:4  | 1683  | 22    | 76,50  | 133,33 | 266 | 185,00 |
| 4                          | Roland Dufetelle  | 4:8  | 2031  | 55    | 81,24  | 133,33 | 283 | 202,96 |
| 5                          | Dieter Müller     | 4:8  | 1590  | 23    | 69,13  | 133,33 | 204 | 160,43 |
| 6                          | Osvaldo Berardi   | 2:10 | 1483  | 26    | 57,03  | 80,00  | 308 | 120,10 |
| 7                          | Nobuaki Kobayashi | 2:10 | 1037  | 30    | 34,56  | 50,00  | 112 | 66,12  |
| Turnierdurchschnitt: 74,99 |                   |      |       |       |        |        |     |        |

| Platz                     | Name              | MP   | Pkte. | Aufn. | GD    | BED   | HS  | VGD    |
| ------------------------- | ----------------- | ---- | ----- | ----- | ----- | ----- | --- | ------ |
| 1                         | Raymond Ceulemans | 12:0 | 1200  | 67    | 17,91 | 28,57 | 105 | 711,00 |
| 2                         | Ludo Dielis       | 9:3  | 1108  | 96    | 11,54 | 25,00 | 168 | 272,00 |
| 3                         | Hans Vultink      | 7:5  | 1125  | 113   | 9,95  | 20,00 | 61  | 204,00 |
| 4                         | Roland Dufetelle  | 4:8  | 1020  | 104   | 9,80  | 11,76 | 74  | 197,50 |
| 5                         | Nobuaki Kobayashi | 4:8  | 829   | 113   | 7,42  | 13,33 | 75  | 116,22 |
| 6                         | Osvaldo Berardi   | 4:8  | 759   | 112   | 6,77  | 8,00  | 44  | 103,00 |
| 7                         | Dieter Müller     | 2:10 | 895   | 123   | 7,27  | 7,40  | 56  | 114,88 |
| Turnierdurchschnitt: 9,52 |                   |      |       |       |       |       |     |        |

| Platz                      | Name              | MP   | Pkte. | Aufn. | GD    | BED    | HS  | VGD    |
| -------------------------- | ----------------- | ---- | ----- | ----- | ----- | ------ | --- | ------ |
| 1                          | Raymond Ceulemans | 9:3  | 1647  | 28    | 58,82 | 150,00 | 275 | 229,10 |
| 2                          | Ludo Dielis       | 8:4  | 1731  | 25    | 69,24 | 150,00 | 250 | 294,93 |
| 3                          | Dieter Müller     | 8:4  | 1709  | 36    | 47,47 | 75,00  | 214 | 172,35 |
| 4                          | Osvaldo Berardi   | 7:5  | 1556  | 37    | 42,05 | 60,00  | 170 | 145,25 |
| 5                          | Hans Vultink      | 7:5  | 1547  | 40    | 38,67 | 300,00 | 319 | 128,68 |
| 6                          | Roland Dufetelle  | 3:9  | 1272  | 32    | 39,75 | 60,00  | 192 | 133,75 |
| 7                          | Nobuaki Kobayashi | 0:12 | 612   | 34    | 18,00 | –      | 56  | 51,66  |
| Turnierdurchschnitt: 43,42 |                   |      |       |       |       |        |     |        |

| Platz                      | Name              | MP   | Pkte. | Aufn. | GD    | BED   | HS | VGD    |
| -------------------------- | ----------------- | ---- | ----- | ----- | ----- | ----- | -- | ------ |
| 1                          | Raymond Ceulemans | 12:0 | 360   | 245   | 1,468 | 2,000 | 10 | 626,00 |
| 2                          | Nobuaki Kobayashi | 10:2 | 333   | 282   | 1,180 | 1,538 | 9  | 180,00 |
| 3                          | Ludo Dielis       | 8:4  | 339   | 285   | 1,184 | 1,428 | 8  | 182,66 |
| 4                          | Roland Dufetelle  | 6:6  | 303   | 354   | 0,885 | 1,176 | 10 | 54,00  |
| 5                          | Dieter Müller     | 4:8  | 276   | 383   | 0,720 | 0,833 | 6  | 32,66  |
| 6                          | Hans Vultink      | 2:10 | 237   | 346   | 0,687 | 0,831 | 8  | 28,70  |
| 7                          | Osvaldo Berardi   | 0:12 | 245   | 367   | 0,667 | –     | 8  | 26,67  |
| Turnierdurchschnitt: 0,925 |                   |      |       |       |       |       |    |        |